# Karl-Adolf Hollidt
Karl-Adolf Hollidt (28 avril 1891 à Spire - 22 mai 1985 à Siegen) est un Generaloberst allemand qui a servi au sein de la Heer dans la Wehrmacht pendant la Seconde Guerre mondiale.
Il a été récipiendaire de la croix de chevalier de la croix de fer avec feuilles de chêne. La croix de chevalier de la croix de fer est son grade supérieur, les feuilles de chêne, sont attribuées pour récompenser un acte d'une extrême bravoure sur le champ de bataille ou un commandement militaire avec succès.

## Biographie

### Jeunesse
Son père est professeur secondaire d'école locale et Karl-Adolf Hollidt fait ses études dans sa ville natale de Spire. Après avoir fini l'école en 1909, il s'enrôle dans le 117e régiment d'infanterie (de) dans la 3e compagnie dans laquelle  il est nommé Leutnant (lieutenant) en 1910.

### Première Guerre mondiale
Pendant la Première Guerre mondiale, Hollidt sert sur le Front de l'Ouest. Au cours de la guerre, il reçoit un total de deux promotions : Oberleutnant (lieutenant de 1re classe)en 1915 et en 1918 pour le grade de Hauptmann (capitaine) Il reçoit la croix de fer 2e classe le 9 septembre 1914 et la croix de fer 1re classe le 18 octobre 1916

### Entre-deux-guerres
Après plusieurs promotions (pour le grade de major le 1er février 1930 et au rang de Oberstleutnant (lieutenant-colonel) le 1er février 1933), il sert comme commandant de bataillon dans le 12e régiment d'infanterie  à Dessau.  Puis Hollidt sert comme Oberst (colonel) dans l'état-major général en 1935 et en tant que chef d'état-major au I. Armeekorps à Königsberg. Après sa nomination comme Generalmajor le 1er avril 1938. Hollidt est actif en tant que commandant d'infanterie à Siegen. Il commande différents régiments d'infanterie comme le 57, 116 et 136e.

### Seconde Guerre mondiale
Au début de la Seconde Guerre mondiale, Hollidt sert comme commandant de la 52e division d'infanterie. À partir du 1er novembre 1939, il sert comme chef d'état-major avec le commandant en chef Ost, le général Johannes Blaskowitz. Le Generalleutnant (lieutenant-général) Hollidt, promu le 1er avril 1940, sert à partir d'octobre 1940, comme commandant de la 50e division d'infanterie en Grèce. Promu au grade de General der Infanterie (général d'infanterie), Hollidt commande le 17e corps d'armée qui est planifié pour prendre part à l'opération de secours concernant la 6e armée de Friedrich Paulus qui est encerclée dans la ville russe de Stalingrad. Après la reddition de la 6e armée, qui est reconstituée le 6 mars 1943, Hollidt en reçoit son commandement.  Il est promu au grade de Generaloberst (général-colonel) le 1er septembre 1943.
De 1942 à 1943, il eut comme chef d'état-major Walther Wenck, qui sera le dernier espoir de Berlin pour Adolf Hitler au moment de la Bataille de Berlin en 1945.
En 1944, sa 6e armée subit de lourdes pertes lors de son retrait de sa zone d'opérations au nord de la Dniepr. Là, il ne peut empêcher le déferlement des forces soviétiques de Nikolaï Vatoutine et Rodion Malinovski.  Incorporée ensuite au Heeres-Gruppe Süd que commande Erich von Manstein, la 6. Armee participe à la bataille de Kiev face aux forces de Vatoutine durant laquelle elle subit de lourdes pertes, puis à la terrible Bataille de Tcherkassy face aux forces de Ivan Koniev où ses effectifs sont diminués de manière dramatique. Par la suite, Hollidt est démis de son commandement et est mis en réserve.

### Après-guerre
En 1945, Karl-Adolf Hollidt est capturé par les forces américaines. Après un procès tenu à Nuremberg, il est reconnu coupable de l'utilisation illégale de prisonniers de guerre et de la déportation et l'esclavage de  civils. Il est condamné à cinq ans d'emprisonnement, dont il a réalisé un peu moins de 14 mois (du 27 octobre 1948 jusqu'à sa libération le 22 décembre 1949).
Il meurt en 1985 à Siegen, et est inhumé dans sa ville natale de Spire.

## Décorations
- Croix de fer (1914)
  - 2e classe (9 septembre 1914)
  - 1re classe (18 octobre 1916)
- Insigne des blessés (1914)
  - en Noir
- Croix d'honneur
- Agrafe de la croix de fer (1939)
  - 2e classe (30 mai 1940)
  - 1re classe (7 juin 1940)
- Médaille du Front de l'Est
- Plaque de bras Crimée
- Ordre de Michel le Brave 3e classe (19 septembre 1942)
- Croix de chevalier de la croix de fer avec feuilles de chêne
  - Croix de chevalier le 8 septembre 1941 en tant que Generalleutnant et commandant de la 50e division d'infanterie[5]
  - 239e feuilles de chêne le 7 mai 1943 en tant que General der Infanterie et commandant de la 6e armée[6]
- Mentionné dans le bulletin radiophonique quotidien Wehrmachtbericht (4 août 1943)